# قائمة الاشتباكات العسكرية خلال الحرب الفلسطينية الإسرائيلية 2023
هذه قائمة بالاشتباكات البارزة خلال الحرب الفلسطينية الإسرائيلية 2023، والتي تشمل الاشتباكات البرية والبحرية والجوية، والتي تغطي الأحداث التي وقعت أو بدأت أثناء عملية طوفان الأقصى في 7 أكتوبر، والأحداث بعد ذلك مباشرة، إعلان إسرائيل عن الحرب في 8 تشرين الأول/أكتوبر، وفرض الحصار الشامل على غزة (2023 -2024)، والعمليات النشطة في قطاع غزة.

## الاشتباكات الكبرى والأحداث الرئيسية

### الحملات
| اسم                                                                | موقع                                                        | تاريخ البدء                 | تاريخ الانتهاء | المتحاربون                           | المتحاربون | نتيجة  |
| ------------------------------------------------------------------ | ----------------------------------------------------------- | --------------------------- | -------------- | ------------------------------------ | --- | ------ |
| عملية طوفان الأقصى                                                 | المنطقة الجنوبية (إسرائيل)                                  | 2023-10-07                  | 2023-10-16     | إسرائيل                              | فلسطين الغرفة المشتركة لفصائل المقاومة الفلسطينية: - كتائب الشهيد عز الدين القسام - سرايا القدس - ألوية الناصر صلاح الدين - كتائب أبو علي مصطفى - كتائب المقاومة الوطنية - كتائب شهداء الأقصى - جيش الأمة (قطاع غزة) | —      |
| هجمات حزب الله على إسرائيل (2023–الآن)                             | لبنان، مزارع شبعا، هضبة الجولان، المنطقة الشمالية (إسرائيل) | 2023-10-08                  |                | إسرائيل                              | - حزب الله: - الجماعة الإسلامية (لبنان) - نسور الزوبعة - الحرس الثوري الإيراني - القوات البرية العربية السورية - حركة حماس كتائب الشهيد عز الدين القسام - سرايا القدس                                                | مستمرة |
| التوغلات الإسرائيلية في الضفة الغربية خلال الحرب بين إسرائيل وحماس | الضفة الغربية                                               | 2023-10-12                  |                | إسرائيل ميليشيات المستوطنين          | - حركة حماس - حركة الجهاد الإسلامي في فلسطين - مليشيات محلية | مستمرة |
| الهجمات على القواعد الأمريكية في العراق وسوريا والأردن 2023        | العراق، سوريا، الأردن                                       | 2023-10-17                  |                | الولايات المتحدة                     | - المقاومة الإسلامية في العراق - الحرس الثوري الإيراني | مستمرة |
| الاجتياح الإسرائيلي لقطاع غزة (2023 - 2024)                        | قطاع غزة                                                    | 2023-10-27                  |                | إسرائيل                              | - فلسطين الغرفة المشتركة لفصائل المقاومة الفلسطينية | مستمرة |
| أزمة البحر الأحمر                                                  | البحر الأحمر، المحيط الهندي                                 | 2023-10-19                  |                | إسرائيل وسفن أخرى                    | أنصار الله الحوثيون | مستمرة |
| تحالف حارس الازدهار                                                | اليمن البحر الأحمر                                          | 18-12-2023 (تم الإعلان عنه) |                | - الولايات المتحدة - المملكة المتحدة | أنصار الله الحوثيون | مستمرة |

### الاشتباكات العسكرية
| حملة                     | اشتباك                                         | موقع                   | تاريخ البدء | تاريخ الانتهاء | المتحاربون                       | المتحاربون | نتيجة                             |
| ------------------------ | ---------------------------------------------- | ---------------------- | ----------- | -------------- | -------------------------------- | --- | --------------------------------- |
| عملية حارس الازدهار      | استهداف سفينة ميرسك هانغتشو MV Maersk Hangzhou | البحر الاحمر           | 2023-12-30  | 2023-12-30     | الولايات المتحدة                 | الحوثيون | تم صد الهجمات                     |
| غزو قطاع غزة             | كمين الشجاعية                                  | الشجاعية، مدينة غزة    | 2023-12-13  | 2023-12-13     | إسرائيل                          | حماس | انتصار حماس                       |
| غزو قطاع غزة             | معركة حمد                                      | حمد، جنوب قطاع غزة     | 2024-03-04  | 2024-03-16     | إسرائيل                          | حماس | الانسحاب الإسرائيلي               |
| غزو قطاع غزة             | حصار خان يونس                                  | خانيونس، جنوب قطاع غزة | 2023-12-04  | 2024-04-07     | إسرائيل                          | - غرفة العمليات الفلسطينية المشتركة | الانسحاب الإسرائيلي من جنوب غزة   |
| غزو قطاع غزة             | اقتحام بيت حانون                               | بيت حانون              | 2024-03-17  | جاري التنفيذ   | إسرائيل                          | - حماس - الجهاد الإسلامي الفلسطيني | جاري التنفيذ                      |
| غزو قطاع غزة             | معركة جباليا                                   | جباليا                 | 2023-11-08  |                | إسرائيل                          | حماس | جاري التنفيذ                      |
| غزو قطاع غزة             | التمرد في شمال قطاع غزة                        | بيت لاهيا، جباليا، غزة | 2024-01-07  |                | إسرائيل                          | - حماس | جاري التنفيذ                      |
| غزو قطاع غزة             | هجوم رفح                                       | رفح، جنوب قطاع غزة     | 2024-02-13  |                | إسرائيل                          | حماس | جاري التنفيذ                      |
| أنصار الله يدعمون فلسطين | الضربات الصاروخية في اليمن 2024                | اليمن                  | 2024-01-12  |                | الولايات المتحدة المملكة المتحدة | الحوثيون | جاري التنفيذ                      |
| غزو قطاع غزة             | معركة الشجاعية (2023)                          | الشجاعية، مدينة غزة    | 2023-12-08  | 2023-12-26     | إسرائيل                          | حركة حماس، حركة الجهاد الإسلامي، الجبهة الشعبية لتحرير فلسطين                                                                                            | النصر الفلسطيني [ بحاجة للتوضيح ] |
| هجمات 7 أكتوبر           | معركة رييم                                     | قافية                  | 2023-10-07  | 2023-10-07     | إسرائيل                          | حماس | النصر الإسرائيلي                  |
| هجمات 7 أكتوبر           | معركة صوفا                                     | صوفا                   | 2023-10-07  | 2023-10-08     | إسرائيل                          | حماس | النصر الإسرائيلي                  |
| هجمات 7 أكتوبر           | هجوم زيكيم                                     | معدة                   | 2023-10-07  | 2023-10-16     | إسرائيل                          | حماس | النصر الإسرائيلي                  |
| هجمات 7 أكتوبر           | معركة سديروت                                   | سديروت                 | 2023-10-07  | 2023-10-08     | إسرائيل                          | حماس | النصر الإسرائيلي                  |
| غزو قطاع غزة             | معركة بيت حانون                                | بيت حانون              | 2023-10-28  | 2023-12-24     | إسرائيل                          | - حماس - الجهاد الإسلامي الفلسطيني | النصر الفلسطيني                   |
| هجمات 7 أكتوبر           | هجوم ناهال عوز                                 | ناهال عوز              | 2023-10-07  | 2023-10-07     | إسرائيل                          | حماس | انتصار حماس                       |
| غزو قطاع غزة             | حصار مدينة غزة                                 | مدينة غزة              | 2023-11-02  | جاري التنفيذ   | إسرائيل                          | - حماس - الجبهة الشعبية لتحرير فلسطين - الجبهة الديمقراطية لتحرير فلسطين - الجهاد الإسلامي الفلسطيني - لجان المقاومة الشعبية - الشرطة المدنية الفلسطينية |                                   |

## غارات على جنوب إسرائيل من غزة
في وقت مبكر من صباح يوم 7 أكتوبر 2023، قام ما يقرب من 3000 مسلح، من حركة حماس وحركة الجهاد الإسلامي في فلسطين والجبهة الشعبية لتحرير فلسطين والجبهة الديمقراطية لتحرير فلسطين، باختراق حاجز إسرائيل-غزة وهاجموا مواقع متعددة في جنوب إسرائيل. وفي أعقاب ذلك، قام جيش الدفاع الإسرائيلي بحصار قطاع غزة وقصفه ثم اجتياحه.

### مواقع الغارات على جنوب إسرائيل من غزة
| هجوم                              | موقع                       | حالات الوفاة    | حالات الوفاة | حالات الوفاة | الرهائن              | تاريخ              | تاريخ |
| هجوم                              | موقع                       | المجموع         | مدني         | العسكرية     | الرهائن              | يبدأ               | نهاية |
| --------------------------------- | -------------------------- | --------------- | ------------ | ------------ | -------------------- | ------------------ | ----- |
| 2023 هجوم بقيادة حماس على إسرائيل | المنطقة الجنوبية (إسرائيل) | المجموع = 1,139 | المجموع =    | المجموع =    | المجموع = 200+ رهائن | 2023-10-07 (الفجر) |       |
| هجوم كفار عزة                     | كفار عزة                   | 52+             |              |              |                      |                    |       |
| هجوم نتيف هاسارا                  | نتيف عشرة                  | 21+             |              |              |                      |                    |       |
| هجوم نير عوز                      | نير عوز                    | 27+             |              |              |                      | 2023-10-07 09:45   |       |
| هجوم علوميم                       | الوميم                     | 19+             |              |              |                      |                    |       |
| هجوم بئيري                        | بئيري                      | 117+            |              |              |                      |                    |       |
| هجوم كيسوفيم                      | كيسوفيم                    | 16+             |              |              |                      |                    |       |
| هجوم مهرجان رعيم الموسيقي         | بالقرب من رعيم             | 364             |              |              | 40 رهينة             |                    |       |
| معركة سديروت                      | سديروت                     | 15              |              |              |                      |                    |       |
| هجوم الحلاقة                      | حلاقة                      | 13+             |              |              |                      |                    |       |
| هجوم زيكيم                        | زيكيم                      | 35+             | 19           |              |                      |                    |       |
| هجوم عين شلوشا                    | عين شلوشا                  | 5+              |              |              |                      |                    |       |
| هجوم ناهال عوز                    | قاعدة مراقبة ناحال عوز     | 15+             | لا أحد       | 15+          | 7+ الرهائن           | 2023-10-07         |       |
| هجوم ناهال عوز                    | كيبوتس ناحال عوز           | 80+             | 12+          | 46+          | 20+ مفقود            |                    |       |
| هجوم ناهال عوز                    | ناهال عوز                  | 100+            | 12+          | 61+ جنديا    | من 7 إلى 30 رهينة    |                    |       |
| هجوم نير اسحق                     | نير اسحق                   | 5+              |              |              |                      |                    |       |
| هجوم نيريم                        | نيريم                      | 5+              |              |              |                      |                    |       |

### أعمال عنف تم الإبلاغ عنها ضد أشخاص غير مسلحين (من 9 أكتوبر فصاعدًا)
| حدث                              | المتهم                                   | موقع                               | حالات الوفاة         | حالات الوفاة         | حالات الوفاة             | تاريخ      | تاريخ      |
| حدث                              | المتهم                                   | موقع                               | المجموع              | مدني                 | العسكرية                 | يبدأ       | نهاية      |
| -------------------------------- | ---------------------------------------- | ---------------------------------- | -------------------- | -------------------- | ------------------------ | ---------- | ---------- |
| الاعتداءات على الصحفيين في لبنان | قوات الدفاع الإسرائيلية، اللواء 188 مدرع | جنوب لبنان                         | 4 [ بحاجة لمصدر ]    | 4 [ بحاجة لمصدر ]    | لم يتم الإبلاغ عن أي شيء | 2023-10-13 | حاضر       |
| مجزرة مدرسة شادية أبو غزالة      | القوات البرية الإسرائيلية                | مدرسة شادية أبو غزالة في قطاع غزة. | "العشرات"            | "العشرات"            | لم يتم الإبلاغ عن أي شيء | 2023-12-12 | 2023-12-13 |
| مجزرة الدقيق                     | قوات الدفاع الإسرائيلية                  | مفرق النابلسي، غزة                 | 100+ [ بحاجة لمصدر ] | 100+ [ بحاجة لمصدر ] | لم يتم الإبلاغ عن أي شيء | 2024-02-29 |            |
| مجزرة ملعب المغازي               | قوات الدفاع الإسرائيلية                  | Al Maghazi                         | 13 [ بحاجة لمصدر ]   | 13 [ بحاجة لمصدر ]   | لا أحد                   | 2024-04-15 |            |

## الغارات الجوية والهجمات الصاروخية

### هجمات بعيدة المدى ضد إسرائيل
| اسم                                                        | تاريخ                  | مهاجم                                               | الأسلحة                                  | هدف                                                              |
| ---------------------------------------------------------- | ---------------------- | --------------------------------------------------- | ---------------------------------------- | ---------------------------------------------------------------- |
| قصف صاروخي على إسرائيل                                     | 7 أكتوبر 2023          | حماس [ بحاجة لمصدر ]                                | الصواريخ والطائرات بدون طيار             | مواقع مدنية وعسكرية عديدة في إسرائيل، معظمها بالقرب من قطاع غزة. |
| الهجمات الصاروخية الفلسطينية على إسرائيل في 2023-2024      | 8 أكتوبر 2023 - مستمر  | حماس، الجهاد الإسلامي، الجبهة الشعبية لتحرير فلسطين | الصواريخ                                 | إسرائيل                                                          |
| هجمات صاروخية من لبنان على إسرائيل ومرتفعات الجولان        | 8 أكتوبر 2023 - مستمر  | حزب الله حماس الجبهة الشعبية لتحرير فلسطين          | "مقذوفات"                                | إسرائيل ومرتفعات الجولان                                         |
| هجمات الحوثيين بالصواريخ والطائرات بدون طيار على إسرائيل   | 19 أكتوبر 2023 - مستمر | حركة الحوثي                                         | صواريخ متوسطة المدى وطائرات بدون طيار    | Eilat, Israel                                                    |
| الهجمات الصاروخية والطائرات بدون طيار العراقية على إسرائيل | 2 نوفمبر 2023 – مستمر  | المقاومة الإسلامية في العراق                        | الصواريخ قصيرة المدى والطائرات بدون طيار | إسرائيل ومرتفعات الجولان                                         |
| هجمات طابا ونويبع بطائرات بدون طيار                        | 27 أكتوبر 2023         | حركة الحوثي                                         | طائرات بدون طيار                         | من المحتمل أن إسرائيل ضربت طابا ونويبع بمصر                      |
| الضربات الصاروخية الإيرانية في العراق وسوريا 2024          | 15 يناير 2024          | إيران                                               | صواريخ قصيرة المدى                       | أربيل، العراق                                                    |
| 2024 الضربات الإيرانية في إسرائيل                          | 13-14 أبريل 2024       | إيران                                               | صواريخ متوسطة المدى                      | إسرائيل                                                          |

### الغارات المتنازع عليها
| اسم                                   | تاريخ      | المتهم              | موقع                             | حالات الوفاة                                        | مصاب                     |
| ------------------------------------- | ---------- | ------------------- | -------------------------------- | --------------------------------------------------- | ------------------------ |
| قصف الفلسطينيين النازحين من مدينة غزة | 2023-10-13 | إسرائيل · حركة حماس | غزة                              | 70+                                                 | 200+                     |
| مجزرة مستشفى المعمداني                | 2023-10-18 | إسرائيل · PIJ       | المستشفى الأهلي العربي (غزة)،غزة | 100–300 مدير الاستخبارات الوطنية (الولايات المتحدة) | 314 (وزارة الصحة في غزة) |

### الغارات الجوية الإسرائيلية
| اسم                                                                         | تاريخ          | موقع                                                                         | حالات الوفاة      | إصابات           |
| --------------------------------------------------------------------------- | -------------- | ---------------------------------------------------------------------------- | ----------------- | ---------------- |
| مجزرة جباليا (9 أكتوبر 2023)                                                | 9 أكتوبر 2023  | مجزرة جباليا (9 أكتوبر 2023)                                                 | 203+              | 147              |
| مجزرة مخيم الشاطئ (9 أكتوبر 2023)                                           | 9 أكتوبر 2023  | مخيم الشاطئ                                                                  | 15+               | ؟                |
| اغتيال الصحفيين خلال الحرب الفلسطينية الإسرائيلية 2023                      | 10 أكتوبر 2023 | برج حجي، قطاع غزة                                                            | 3+                | ؟                |
| مجزرة جباليا (9 أكتوبر 2023)                                                | 12 أكتوبر 2023 | مخيم جباليا،المباني السكنية                                                  | 45+               |                  |
| الغارة الجوية على مدرسة الأونروا                                            | 17 أكتوبر 2023 | مدرسة وكالة الأمم المتحدة لإغاثة وتشغيل اللاجئين الفلسطينيين في مخيم المغازي | 6+[بحاجة لمصدر]   | ؟                |
| قصف كنيسة القديس برفيريوس                                                   | 19 أكتوبر 2023 | كنيسة القديس برفيريوس                                                        | 18+[بحاجة لمصدر]  | ؟                |
| مجزرة مخيم جباليا (31 أكتوبر 2023)                                          | 31 أكتوبر 2023 | مخيم جباليا                                                                  | 195+              | 777+             |
| قصف مدخل مجمع الشفاء الطبي                                                  | 3 نوفمبر 2023  | مجمع الشفاء الطبي                                                            | 15[بحاجة لمصدر]   | 60[بحاجة لمصدر]  |
| الهجمات على المدارس أثناء الاجتياح الإسرائيلي لغزة                          | 3 نوفمبر 2023  | مدرسة أسامة بن زيد                                                           | 20                | ؟                |
| مجزرة مدرسة الفاخورة (2023)                                                 | 4 نوفمبر 2023  | مخيم جباليا                                                                  | 15[بحاجة لمصدر]   | 70[بحاجة لمصدر]  |
| مجزرة مخيم المغازي 2023                                                     | 4 نوفمبر 2023  | مخيم المغازي                                                                 | 40+[بحاجة لمصدر]  | ؟                |
| غارة على مدرسة البراق، الهجمات على المدارس أثناء الاجتياح الإسرائيلي لغزة   | 9 نوفمبر 2023  | مدرسة البراق                                                                 |                   |                  |
| ؟                                                                           |                |                                                                              |                   |                  |
| مجزرة مسجد إحياء السنة                                                      | 15 نوفمبر 2023 | مسجد في حي الصبرة                                                            | 50+[بحاجة لمصدر]  | ؟                |
| مجزرة مدرسة الفلاح                                                          | 17 نوفمبر 2023 | مدرسة الفلاح                                                                 | 20+ [بحاجة لمصدر] | 100[بحاجة لمصدر] |
| غارة على مدرسة أبو حسين، الهجمات على المدارس أثناء الاجتياح الإسرائيلي لغزة | 23 نوفمبر 2023 | مدرسة أبو حسين                                                               | 27+[بحاجة لمصدر]  | ؟                |
| قصف مدرسة معن، الهجمات على المدارس أثناء الاجتياح الإسرائيلي لغزة           | 5 ديسمبر 2023  | مدرسة معن                                                                    | 25+[بحاجة لمصدر]  | ؟                |
| غارة على مدرسة حيفا، الهجمات على المدارس أثناء الاجتياح الإسرائيلي لغزة     | 15 ديسمبر 2023 | مدرسة حيفا                                                                   | 20+[بحاجة لمصدر]  | ؟                |
| غارات على رفح 12 فبراير 2024                                                | 12 فبراير 2024 | بطول رفح                                                                     | 100+              | ؟                |

### أبرز الاغتيالات المستهدفة
| هدف                  | انتساب                | تاريخ          | موقع                                   | مرتكب الجريمة    | حالات الوفاة | إصابات | ملاحظات وغيرها من الضحايا البارزين                                                              |
| -------------------- | --------------------- | -------------- | -------------------------------------- | ---------------- | ------------ | ------ | ----------------------------------------------------------------------------------------------- |
| عباس رعد             | وحدة الرضوان          | 22 نوفمبر 2023 | بيت ياحون، لبنان                       | إسرائيل          | 5            | 0      | ورعد هو نجل النائب عن حزب الله محمد رعد.                                                        |
| رضي موسوي            | الحرس الثوري الإيراني | 25 ديسمبر 2023 | السيدة زينب (ريف دمشق)، سوريا          | إسرائيل          | 4            | مجهول  | جنرال إيراني يخدم في فيلق القدس التابع للحرس الثوري الإيراني.                                   |
| اغتيال صالح العاروري | حماس                  | 2 يناير 2024   | الضاحية الجنوبية (بيروت)، بيروت، لبنان | إسرائيل          | 7            | مجهول  | كما قُتل قائد القسام سامي فندي وعزام الأقرع                                                      |
| مشتاق طالب السعيدي   | حركة النجباء          | 4 يناير 2024   | بغداد، العراق                          | الولايات المتحدة | 1+           | مجهول  | قائد كبير سابق للواء 12 في الحشد الشعبي.                                                        |
| وسام الطویل          | وحدة الرضوان          | 8 يناير 2024   | مجدل سلم، لبنان                        | إسرائيل          | 2            | مجهول  | قائد كبير لـوحدة الرضوان التابعة لحزب الله                                                      |
| علي حسين برجي        | حزب الله              | 9 يناير 2024   | خربة سلم، لبنان                        | إسرائيل          | 1            | 0      | الوفاة ينفيها حزب الله                                                                          |
| صادق امیدزاده        | الحرس الثوري الإيراني | 20 يناير 2024  | المزة، دمشق، سوريا                     | إسرائيل          | 10           | مجهول  | كما قُتل أربعة مسؤولين إيرانيين آخرين، وهم علي أغازاده وسعيد كريمي وحسين محمدي، ومحمد أمين صمدي. |
| فادي سليمان          | حزب الله              | 21 يناير 2024  | كفرا، لبنان                            | إسرائيل          | 3            | 6      | نجا الهدف. مقتل أعضاء آخرين في حزب الله.                                                        |
| Abu Baker al-Saadi   | كتائب حزب الله        | 7 فبراير 2024  | بغداد، العراق                          | الولايات المتحدة | 3            | مجهول  | مقتل قادة كتائب حزب الله في غارة جوية أمريكية في بغداد ردا على حادثة البرج 22.                  |
| أركان العلوي         | كتائب حزب الله        | 7 فبراير 2024  | بغداد، العراق                          | الولايات المتحدة | 3            | مجهول  | مقتل قادة كتائب حزب الله في غارة جوية أمريكية في بغداد ردا على حادثة البرج 22.                  |
| عباس الدبس           | حزب الله              | 8 فبراير 2024  | النبطية، لبنان                         | إسرائيل          | 2            | 3      | عناصر حزب الله الذين عملوا مع الحرس الثوري الإيراني.                                            |
| باسل صلاح            | حركة حماس             | 10 فبراير 2024 | جدرا، لبنان                            | إسرائيل          | 3            | 5      | نجا الهدف. مقتل مدنيين وغيرهم من المنتمين إلى حزب الله.                                         |
| هادي علي مصطفى       | حركة حماس             | 13 مارس 2024   | صور (لبنان)                            | إسرائيل          | 2            | مجهول  | كان عضوا في مكتب البناء التابع لحماس.                                                           |
| محمد رضا زاهدي       | الحرس الثوري الإيراني | 1 أبريل 2024   | دمشق، سوريا                            | إسرائيل          | 6            | مجهول  | ضابط عسكري إيراني كبير في الحرس الثوري الإيراني                                                 |

## أنظر أيضا
- الخطوط العريضة للحرب بين إسرائيل وحماس
- الخط الزمني للصراع الفلسطيني الإسرائيلي (2023)
- ضحايا الحرب الفلسطينية الإسرائيلية 2023
- حروب إسرائيل
- قائمة المجازر في إسرائيل
- الهجمات على القواعد الأمريكية في العراق وسوريا والأردن 2023
- جرائم الحرب الإسرائيلية
- المقاومة الفلسطينية
- تأبين موشيه ديان لروي روثبرغ